# Репејов
Репејов (слч. Repejov) насељено је мјесто са административним статусом сеоске општине (слч. obec) у округу Медзилаборце, у Прешовском крају, Словачка Република.

## Становништво
| Година:    | 1994. | 2004.    | 2014.    | 2024.    |
| ---------- | ----- | -------- | -------- | -------- |
| Број људи: | 211   | 162      | 137      | 101      |
| Разлика:   |       | -23,22 % | -15,43 % | -26,27 % |

| Година:    | 2023. | 2024.   |
| ---------- | ----- | ------- |
| Број људи: | 103   | 101     |
| Разлика:   |       | -1,94 % |

Према подацима о броју становника из 2024. године насеље је имало 101 становника.